# 8758 Пердікс
8758 Пердікс (8758 Perdix) — астероїд головного поясу, відкритий 24 вересня 1960 року.
Тіссеранів параметр щодо Юпітера — 3,174.